# Конфликт в Оахаке (2006)

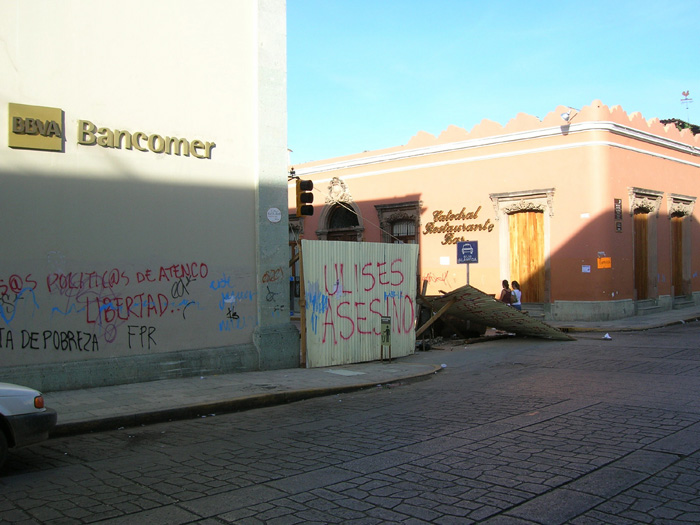
Баррикада и граффити APPO в центре Оахаки, июнь 2006 года.

Конфликт, восстание, протесты или забастовка в Оахаке — противостояние 2006 года между Народной ассамблеей народов Оахаки (исп. Asamblea Popular de los Pueblos de Oaxaca, АРРО), коалицией из более чем трёхсот общественных организаций, поддержавших бастующих учителей из профсоюза педагогов Национальная координация работников образования (исп. Coordinadora Nacional de Trabajadores de la Educación, CNTE), и властями мексиканского штата Оахака. Социальный и политический конфликт продлился более семи месяцев, привёл к оккупации столицы штата Оахака-де-Хуарес Народной ассамблеей народов Оахаки и гибели по меньшей мере семнадцати человек при подавлении выступления силовиками:195.
Конфликт начался в мае 2006 года с забастовки с участием местного профсоюза учителей (по неофициальным данным, в центре города Оахака протестовали около 70 или 80 тысяч педагогов, требующих должного финансирования образования, повышения зарплаты до уровня прожиточного минимума и улучшений условий для учащихся, особенно в сельской местности). Он обострился 14 июня, когда полиция силой отреагировала на стачку, открыв огонь по ненасильственным протестам. Полицейские атаковали разбитый преподавателями лагерь, но они оказали сопротивление, вытеснив силовикв из центра города, возвели баррикады и заняли правительственные здани. 
После того, как они вынудили полицию покинуть столицу, к бастующим учителям присоединились ученики, их родители, соцальные движения, профсоюзные и другие общественные организации, и вместе они образовали Народную ассамблею народов Оахаки. Когда образовался связанный с падением государственного контроля вакуум власти, Ассамблея организовывала общественную жизнь и народное сопротивление на протяжении нескольких месяцев на началах низового самоуправления. Основатели APPO отказались от парламентарной политики и призвали людей по всему штату организовать свои собственные ассамблеи на всех уровнях. В итоге, протест перерос в широкомасштабное движение, в котором APPO выступила против губернатора штата Улисеса Руиса Ортиса от Институционно-революционной партии. Протестующие требовали смещения или отставки губернатора, которого они обвиняли в политической коррупции и репрессиях. Город Оахака был самоорганизованным и автономным в течение 5 месяцев, пока не пришли федеральные войска.
Многочисленные сообщения, в том числе от международных наблюдателей за соблюдением прав человека, обвиняли мексиканское правительство в использовании эскадронов смерти, внесудебных казнях и даже нарушении стандартов Женевских конвенций, которые запрещают нападать на безоружных медиков, оказывающих помощь раненым, и тем более стрелять в них:197. Наблюдатели отметили, что в результате насилия полиции было убито более 27 человек. Среди погибших были Эмилио Алонсо Фабиан, Хосе Альберто Лопес Берналь, Фидель Санчес Гарсия, Эстебан Сурита Лопес и североамериканский журналист Брэд Уилл:280.

## Организация
После того, как полиция открыла огонь по участникам мирных протестов, учительский профсоюз оказал сопротивление и смог вытеснить полицейских из города. Таким образом, в городе фактически установилось анархистское самоуправление, действовавшее в течение нескольких месяцев. Профсоюз педагогов, другие рабочие и общественные группы сформировали APPO, которая организовала крупные демократические собрания (ассамблеи) для граждан.

По словам одного из активистов, участвовавшего в создании APPO:
APPO была создана для борьбы со злоупотреблениями и формирования альтернативы. Она была призвана стать площадкой для дискуссий, размышлений, анализа и действий. Мы понимали, что это должна быть не просто очередная организация, а единый координирующий орган для множества различных групп. То есть, ни одна идеология не должна была доминировать; мы должны были сосредоточиться на поиске общей позиции среди различных социальных акторов. Студенты, учителя, анархисты, марксисты, прихожане — все были приглашены.
APPO возникла без официальной структуры, но вскоре развила впечатляющий организационный потенциал. Решения в APPO принимаются консенсусом на общем собрании, которое имело статус органа принятия решений. В первые несколько недель нашего существования мы создали Совет штата APPO. Первоначально в него входили 260 человек — примерно по десять представителей от каждого из семи регионов Оахаки, а также представители городских районов и муниципалитетов.
Временный координационный совет был создан для содействия работе APPO через различные комиссии: судебную, финансовую, по коммуникациям, по правам человека, по гендерному равенству, по защите природных ресурсов и многие другие. Предложения формируются на меньших собраниях каждого сектора APPO, а затем выносятся на общее собрание, где они обсуждаются и утверждаются.
Вместе с тем, в группе существовала напряженность между более радикально и либертарно настроенными элементами, которые отвергали представительную демократию и хотели создать постоянное самоорганизованное общество, с одной стороны, и более консервативными и умеренными элементами, которые хотели выборов. В конечном счете, радикалы добились большего успеха, и выборы были бойкотированы большей частью населения.
APPO также смогла организовать защитные меры, соседский дозор, радиостанции и культурные мероприятия, в том числе фестивали. Эти фестивали, «Guelaguetza», бесплатно посещали тысячи людей, чтобы увидеть культуру коренных народов, их наряды и танцы, в то время как граффити-художники покрывали стены городов антиправительственными и антикапиталистическими посланиями.

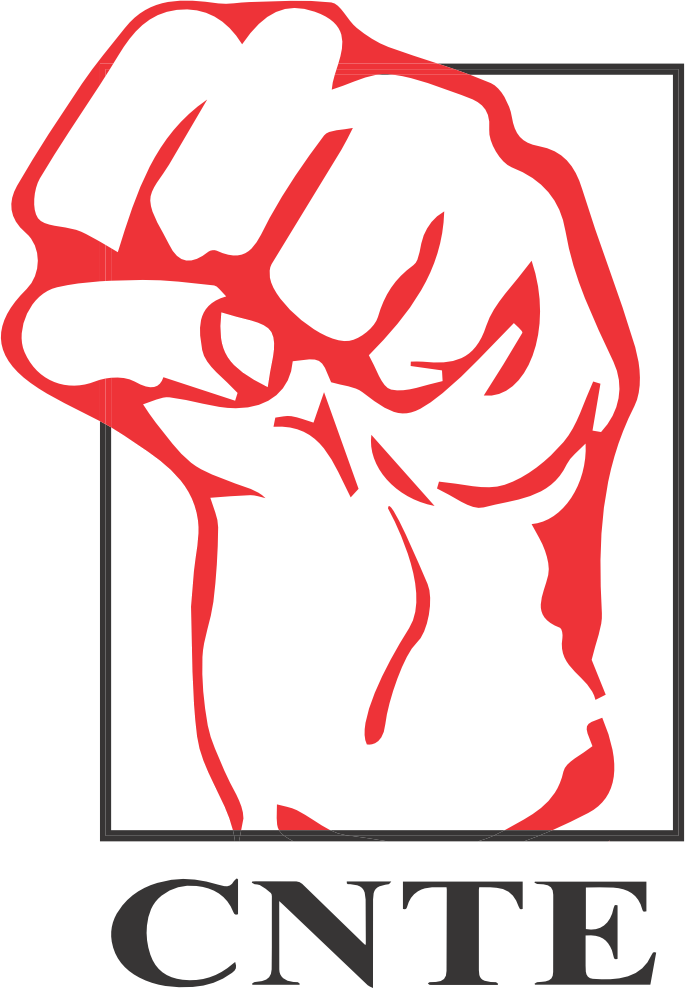
Логотип профсоюза Национальная координация работников образования

Как метод поддержания порядка APPO использовала «topiles». Это были соседские дозорные, которые также выполняли функции ополчения, отбивавшегося от правительственных сил, часто с помощью камней и фейерверков. Если обнаруживалось правонарушение, били в набат, чтобы предупредить ближайших топилес, которые либо выписывали злоумышленнику небольшой штраф, либо задерживали на ночь. Топилес также успешно организовали пункты первой помощи и вывоз мусора.

## Хронология событий

### Май-июнь 2006. Забастовка учителей и её разгон
В мае 2006 года на Сокало (zócalo — центральной площади) мексиканского города Оахака была объявленана забастовка учителей. 2006-й стал 25-м годом забастовочных выступлений учителей Оахаки. Ранее протесты обычно длились одну-две недели и приводили к небольшим уступкам в пользу педагогов, например повышениям зарплаты.
Забастовка 2006 года началась в знак протеста против недостаточного финансирования сельских школ штата и учительского состава, неудовлетворительного качества образования и технического состояния школ, но была подкреплена дополнительным требованием об отставке губернатора штата Улисеса Руиса Ортиса после того, как ранним утром 14 июня 2006 года по его приказу на подавление протестов были отправлены 3000 полицейских. Им было приказано разогнать лагерь бастующих учителей, используя резиновые пули и слезоточивый газ; те отбивались камнями и палками, вынудив полицию отступить. В тот день уличное столкновение продолжалось несколько часов, в результате чего более ста человек были госпитализированы, но никто не погиб. Ортис заявил, что в отставку не уйдёт.
Эта попытка выселения вызвала волну протестов против применения силы для подавления социальных демонстраций как в штате Оахака, так и за его пределами. Под из давлением 15 июня власти Оахаки освободили одиннадцать задержанных учителей. После достижения предварительного соглашения за круглым столом между федеральными и местными властями и профсоюзом CNTE в Оахаке была предпринята попытка договориться через переговорный комитет, сформированный художником Франсиско Толедо, почётным епископом Санто-Доминго-Теуантепека Артуро Лоной Рейесом и священником Франсиско Майреном Пелаэсом. Однако он потерпел неудачу и был распущен из-за отсутствия соглашения.

### Июнь 2006. Создание Народной ассамблеи народов Оахаки

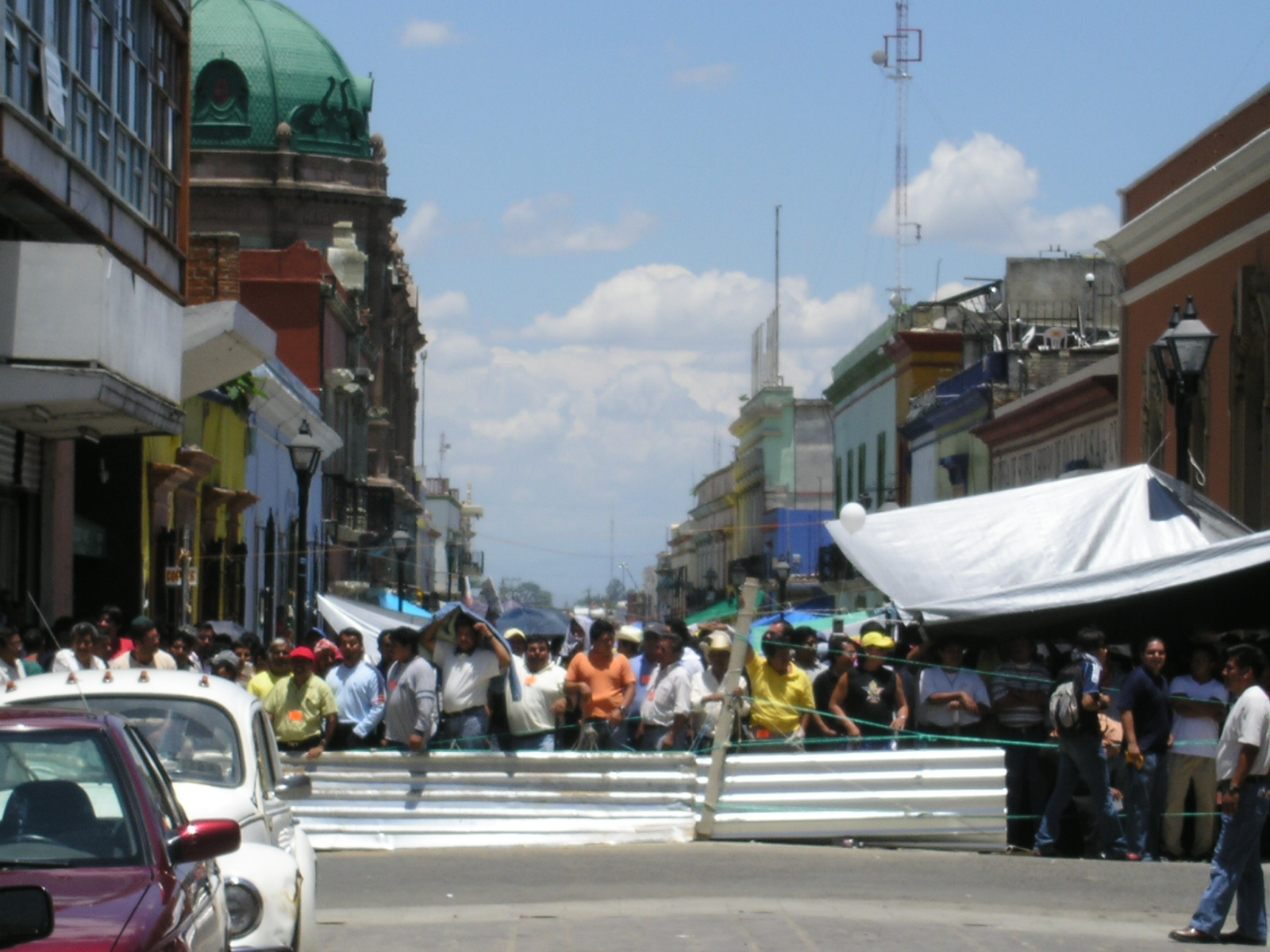
Протесты в центре города Оахака 22 июня 2006 года.

После попытки разгона учителя радикализовали свое движение и теперь включили в число своих требований политические. Неэффективная и антисоциальная политика властей, усиленная отсутствием политического такта разожгли недовольство среди населения, и к движению учителей присоединились различные политические, профсоюзные и общественные организации. Так в ответ на события 14 июня собрались не только сами педагоги и родители учащихся, но и представители регионов и муниципалитетов штата Оахака, профсоюзы, неправительственные организации, социальные движения, кооперативы, сформировав Народную ассамблею народов Оахаки (APPO).
17 июня APPO восстановила палаточный лагерь на Сокало, объявив себя руководящим органом Оахаки. Впредь она возглавляла марши, захватила несколько правительственных учреждений, официальные транспортные средства, принадлежащие правительству штата, государственные и частные радиостанции. Город был ввергнут в состояние гражданского восстания. На некоторых улицах были возведены баррикады, чтобы предотвратить дальнейшие рейды полиции.
APPO призвала к общенациональной солидарности со своим движением, побуждая остальным штаты Мексики аналогичным образом организовать народные ассамблеи на всех уровнях социальной организации: кварталы, уличные кварталы, профсоюзы и города. В знак поддержки протестующих по всему штату закрылись различные муниципальные офисы местных органов власти. Популярным слоганом был: «Никакой лидер не решит наши проблемы за нас».

### Июль 2006. Национальные выборы и бегство губернатора
Хотя APPO была разделена по вопросу бойкота мексиканских национальных выборов 2 июля 2006 года, Институционально-революционная партия Улисеса Руиса (ИРП) потерпела поражение на выборах в штате Оахака, которым она правила в течение семидесяти лет. Победила здесь кандидатура Андреса Мануэля Лопеса Обрадора от левой Партии демократической революции, однако на общенациональном уровне избирательная комиссия отказала ему в победе, и подозрения в фальсификациях вызвали массовые акции протеста его сторонников (Революцию кактусов).

В попытке разрядить обстановку генеральный секретарь правительства штата Оахака Хорхе Франко Варгас был отправлен в отставку, а на его место был назначен Элиодоро Диас Эскаррага, однако эти полумеры не удовлетворяли протестующих, требующих ухода самого губернатора.

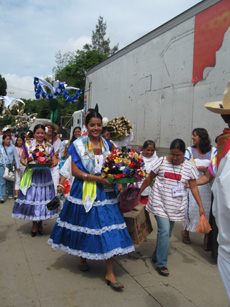
Народный фестиваль Гелагеца, организованный протестующими.

APPO решила бойкотировать ежегодный фестиваль Гелагеца в последние недели июля. Протестующие заблокировали доступ к залу, где проходит фестиваль, используя сожжённые автобусы и разный мусор, тем самым помешав завершению ремонта здания. Эта акция вызвала критику из-за ущерба, нанесённого поджогами и граффити вроде «Туристы, убирайтесь домой! В Оахаке мы не капиталисты». В результате бойкота правительство отменило проведение мероприятия, а APPO провела собственную альтернативную версию культурного фестиваля, которая длилась несколько дней.
Это событие стало низшей точкой в карьере Улисеса Руиса, который в скором времени покинул штат. Несколько месяцев он прожил в Мехико.
После нескольких недель его отсутствия APPO окончательно взяла город под контроль и начала внедрять собственные законы, в то время как столкновения с государственной полицией обострились.

### Август 2006. Захват теле- и радиостанций
1 августа APPO начала захват теле- и радиостанций по всему городу. Aссамблея использовала радиоресурсы для информирования о возможных угрозах со стороны полиции и вооружённых банд, а также продвижения своих требований — смещения Улисеса Руиса и освобождения политзаключённых. В ответ группы, поддерживающие и финансируемые ИРП, часто совершали ночные вооружённые нападения на радиостанции, контролируемые APPO, и повреждали их вещательное оборудование.
Эти нападения на радиостанции, контролируемые APPO, представляли собой эскалацию насилия в конфликте, который (несмотря на постоянные слухи об угрозах) оставался относительно мирным после полицейского рейда 14 июня. В ходе так называемой «зачистки» вооружённые группы мужчин ночью атаковали баррикады APPO. В нападении участвовали члены организаций, поддерживающих ИРП, и местные полицейские в штатском. Эти нападения, в сочетании с перестрелками и убийствами, привели к первым жертвам, связанным с конфликтом, в результате которого погибли шесть сторонников APPO.

### Сентябрь 2006. Распространение протеста на окрестности
14 сентября бастующие учителя и члены APPO захватили здание муниципалитета в городе Уаутла-де-Хименес, расположенном в горах Сьерра-Масатека на севере штата Оахака. Они сохраняли контроль над зданием до середины января 2007 года (спустя несколько месяцев после того, как правительство восстановило контроль над городом Оахака), когда полиция штата Оахака ненадолго заняла город, патрулируя улицы с крупнокалиберным оружием.
Лидер масатекской партии APPO Агустин Соса был избран мэром (президентом) города Уаутла-де-Хименес в ноябре 2007 года, срок его полномочий начался в январе 2008 года. Соса — давний активист, который в 2004 году провёл много времени в тюрьме, поскольку как организатор акции протеста был объявлен виновником убийства протестующего полицией. Он не имеет никакого отношения к Флавио Сосе, заключённому лидеру APPO.

### Октябрь 2006. Силовая операция, убийства протестующих и журналиста

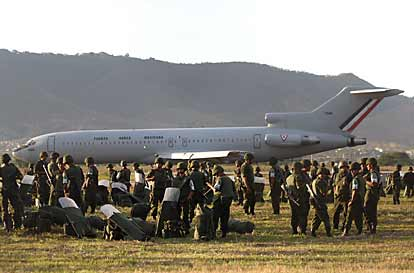
Вооружённые силы Мексики собираются возле аэропорта в Оахаке.

Ранним утром 27 октября 2006 года началась армейско-полицейская операция в Оахаке. В ходе первого столкновения с полицейскими были убиты трое гражданских и более 23 получили ранения. Брэдли Роланд Уилл, репортёр американского анархистского издания Indymedia из Нью-Йорка, въехавший в страну по туристической визе, был убит вместе с бастующими профессором Эмилио Алонсо Фабианом и Эстебаном Лопесом Суритой. Освальдо Рамирес, фотограф мексиканской ежедневной газеты Milenio, также был ранен в ногу. Associated Press заявило, что это была «перестрелка» между протестующими и некой группой вооружённых людей. Однако фотографии Брэда Уилла показывают, что протестующие лишь бросали камни в стрелявшего, а не отвечали ему огнестрельным оружием:161. На фотографиях Уилла запечатлён подстреленным лежащий на земле мужчина в окружении друзей, а не «вооружённые банды», о которых сообщало агентство Associated Press.
Вскрытие, проведённое мексиканским правительством, показало, что в Уилла было произведено «два выстрела»: один спереди и один сзади (по утверждению властей, выстрел был произведён протестующим). Тело не исследовалось на наличие свёртывания крови во второй ране, что свидетельствовало бы о том, что выстрел состоялся уже в морге, и было кремировано. Семья Брэда Уилла отправилась Мексику, чтобы потребовать правосудия, поскольку заявления, что их сын был застрелен с близкого расстояния протестующим, они сочли «смехотворным, ложным, бездоказательным, предвзятым и неубедительным»:283. Они также обвинили окружного прокурора в фальсификации доказательств и недобросовестных действиях.
В противовес официальной версии протестующие утверждают, что стрельба велась группой вооруженных людей по безоружным демонстрантам. Утверждения генерального прокурора Оахаки Лисбет Каны, что стрельба была спровоцирована самими протестующими, а вооружённые боевики, которые вступили в бой с ними, были просто возмущёнными жителями этого района, не нашли понимания даже у Соединённым Штатов. Посол США в Мексике Тони Гарза указал, что эти люди могли быть местными полицейскими (что совпадает с показаниями пострадавших), а El Universal опознала в некоторых из них местных чиновников. Indymedia утверждала со слов очевидца, что человек, застреливший Уилла, был членом «городского военизированного формирования» Институционально-революционной партии. Местная новостная организация Centro de Medios Libres писала, что из найденных видеозаписей Уилла они выяснили, что его застрелил Педро Кармона, военизированный боевик, который был мэром Фелипе Каррильо Пуэрто в Санта-Люсия-дель-Камино. Позже в тот же день возле здания прокуратуры произошла еще одна перестрелка, в результате которой трое человек получили ранения.
Репортаж Ребеки Ромеро для Associated Press от 11 декабря 2006 года уже подтверждал: «Большинство из девяти жертв насилия в Оахаке были протестующими, которых застрелили вооруженные банды…». Один из протестующих, в ответ на массовые обвинения государственных СМИ, сказал: «Я видел, как молодому парню прострелили ногу, как моих друзей арестовывали направо и налево, как повсюду летали пули. Правительству нужен был кто-то, на кого можно было бы свалить вину, и сильнее всего это отразилось на людях на баррикадах, особенно на стратегически важных, таких как Синко Сеньорес. Они называли нас вандалами, ворами и преступниками»:204.
Смерть американского гражданина Брэдли Роланда Уилла побудила президента Висенте Фокса после нескольких месяцев попыток сохранять нейтралитет в том, что он считал местной проблемой, направить в Оахаку федеральную полицию.

### Октябрь 2006. Захват города силовиками

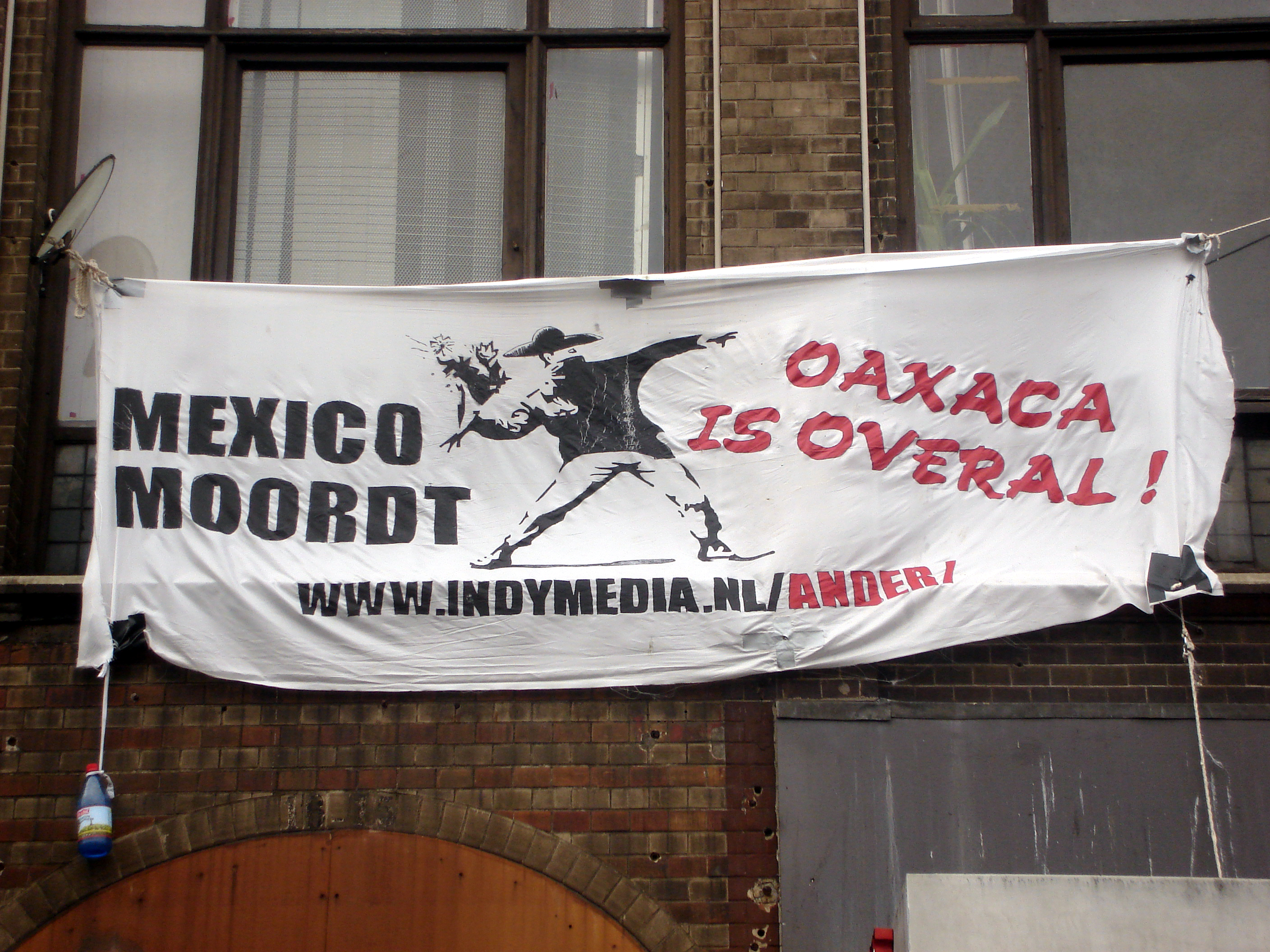
Баннер солидарности с APPO на сквоте в Амстердаме. Текст гласит: «Мексика убивает / Оахака повсюду»

28 октября 2006 года Народная ассамблея народов Оахаки (APPO) объявила о своей «максимальной готовности» в связи с возможностью возобновления вооружённых столкновений после дня насилия в столице штата. Радио «Универсидад» призвало народ продолжать борьбу «с боевым настроем, ибо мы не должны отступать ни на шаг в этот день защиты народа Оахаки». 
Также было объявлено, что идеолог Сапатистской армии национального освобождения (САНО) «Делегат Ноль» (также известный как Субкоманданте Маркос), узнав о произошедших насильственных событиях, направил послание солидарности и поддержки жителям Оахаки и призвал сторонников «Другой кампании» присоединиться к этой борьбе. На улицах были установлены баррикады и усилены меры безопасности.
29 октября федеральные силы вошли в город Оахака, вытесняя членов APPO из исторического центра, используя для подавления беспорядков транспортные средства с водомётами, огнестрельное оружие и слезоточивый газ. Около 3500 федеральных полицейских и 3000 военизированных полицейских разгоняли протестующих в центре Оахаки на Сокало, в то время как поддержка из 5000 солдат армии ждала сразу за городом.
По крайней мере двое протестующих, учитель Роберто Лопес Эрнандес и сотрудник Института социального обеспечения (медбрат), а также член комиссии по безопасности APPO Хорхе Альберто Бельтран, были убиты. Было также несколько неподтверждённых сообщений о 12- или 14-летнем подростке, застреленном на улицах около Пуэнте-Текнолохико; тело мальчика, как сообщается, забрала полиция. APPO заявляла о «десятках» погибших. 
Полицейские силы столкнулись с сопротивлением протестующих, и Радио APPO сообщило о полицейских рейдах (которые отрицались федеральным правительством) на дома активистов, вертолеты сбрасывали химические гранаты (по-видимому, слезоточивый газ) на протестующих, которых вытеснили с Сокало. Множество людей были задержаны; на кадрах видно, как по меньшей мере четверых увозят на вертолете Ми-17 (варианте Ми-8).
Хотя экс-епископ Лона Рейес сочувствовал забастовщикам, Мексиканская епископальная конференция Католической церкви поддержала вмешательство федеральной полиции в конфликт. Губернатор Улисес Руис Ортис, как и ожидалось, вернулся к исполнению своих обязанностей, хотя Палата депутатов и Сенат Мексики рекомендовали ему покинуть свой пост в целях содействия мирному процессу.
30 октября 2006 года Революционный подпольный комитет коренных народов (CCRI) опубликовал уведомление, осуждающее тактику правительства и убийства, в том числе несовершеннолетнего; в коммюнике САНО обозначила ответ из четырёх пунктов в поддержку народа Оахаки, который включал перекрытие некоторых автомагистралей в юго-восточном штате Чьяпас. Дружественная сапатистам христианская организация индейцев цоцили «Лас-Абехас» организовала караван мира и справедливости в Оахаку, выражая свою поддержку APPO и осуждая репрессии. По сотне мужчин и женщин доставили APPO не менее трёх тонн продовольствия, воды и медикаментов.
Одной из активных организаций самой Оахаки в этот период был Народный совет коренных народов Оахаки имени Рикардо Флореса Магона, который блокировал автомагистрали и закрывал правительственные учреждения по всему штату, чтобы поддержать борьбу в центральном городе. Также действующая в штате Коалиция рабочих, крестьян и студентов перешейка колебалась между поддержкой мобилизаций и некоторыми жестами со стороны губернатора Руиса Ортиса.

### Ноябрь 2006. Столкновения в университете

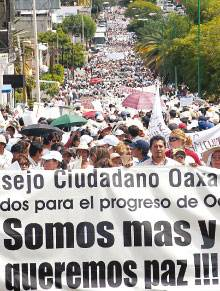
Демонстрация, организованная APPO 7 ноября.

Открытое письмо, написанное в память об убитом журналисте Брэде Уилле и в поддержку «усилий народа Оахаки по созданию народного правительства, признающего местные традиции и ценности», в начале ноября было подписано многочисленными учёными, писателями и активистами, включая Ноама Хомского, Наоми Кляйн, Майкла Мура, Арундати Рой и Говарда Зинна.
2 ноября Федеральная превентивная полиция выдвинулась к зданию Автономного университета имени Бенито Хуареса в Оахаке, занятому студентами и протестующими, вытесненными с площади Сокало. Поскольку университет является автономным и пользуется экстерриториальностью, полиции запрещено входить на его территорию без разрешения ректора.
В последующие часы прибыли тысячи протестующих, которые окружили полицию и в конечном итоге вынудили её отступить с территории университета. APPO также под угрозой насилия получила от ректора университета разрешение транслировать свои сообщения по университетскому радио, которое они использовали для критики политических партий, в частности, ИРП.
После критики со стороны частного сектора, политических организаций и прессы (в частности, ведущей новостей Grupo Formula Дениз Мейеркер) за его высказывания в адрес APPO ректор ответил, что он требовал уважения прав студентов и преподавателей и что силовая операция федеральной полиции не будет решением проблемы.

### Ноябрь 2006. Эскалация насилия
Три взрыва в Мехико разрушили вестибюль отделения банка Scotiabank, выбили окна в здании Федерального избирательного трибунала Мексики (Федерального избирательного трибунала) и повредили зал в штаб-квартире ИРП. Другие самодельные бомбы были заложены в другом отделении банка Scotiabank и перед сетевым рестораном Sanborns, но они были обезврежены до детонации. Незадолго до полуночи властям поступил телефонный звонок с предупреждением о взрывах. Ни одна из взорвавшихся бомб не привела к ранениям.
Ответственность за взрывы взяла на себя коалиция из пяти леворадикальных партизанских группировок из Оахаки. Сведения о каких-либо связях между этими партизанскими группировками и протестующими в Оахаке отсутствуют, а члены APPO отрицают какую-либо причастность к взрывам или осведомленность о них.
Несмотря на присутствие федеральной полиции в городе, APPO продолжила организационную деятельность, проведя Учредительный конгресс для обсуждения планов по переписыванию политической конституции Оахаки. Аналогичным образом, стремясь расширить сферу своего влияния на весь штат и разработать будущие проекты, движение сформировало Государственный совет Народной ассамблеи народов Оахаки (CEAPPO). Этот новый совет будет сформирован из 260 представителей различных регионов Оахаки, включая 40 членов профсоюза учителей. Это явило собой важный шаг в развитии APPO, которая продолжила разрабатывать альтернативные политические предложения, одновременно добиваясь отставки Улисеса Руиса.
В субботу, 25 ноября 2006 года, вечером после седьмого мегамарша, организованного APPO, произошло крупное столкновение между федеральной полицией и демонстрантами. Марш начался мирно, но ситуация переросла в насилие, когда полиция применила слезоточивый газ и резиновые пули в ответ на попытку протестующих окружить городскую площадь. Неясно, кто спровоцировал насилие, но столкновения быстро распространились по всему городу. Полиция захватила лагерь APPO на площади Санто-Доминго и арестовала более 160 человек. Многие сторонники APPO были госпитализированы, и сообщалось о смертях трёх протестующих, которые остались неподтверждёнными.

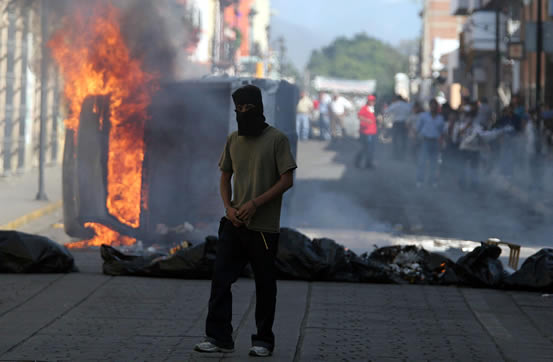
Подожённый автомобиль на улицах Оахаки

В субботу, и в воскресенье, 26 ноября, протестующие подожгли множество автомобилей, а также уничтожили или повредили четыре здания государственных учреждений (включая налоговую инспекцию и суд), одно университетское здание и офисное здание местной торговой ассоциации. Также были атакованы три отеля, а некоторые местные предприятия были разграблены.
В понедельник, 27 ноября 2006 года, начальник федеральной полиции Арделио Варгас заявил, что они больше не будут терпеть APPO: «Те, кто нарушает закон, понесут наказание. Ордера и постановления об аресте выдаются не полицией, а местными и федеральными судьями». Были предприняты усилия по реализации этих угроз, в результате чего были арестованы лидеры движения и проведены обыски в офисах организаций. Когда всплыла информация, что APPO соберется в кампусе Государственного университета, Варгас заявил, что «не допустит никаких нарушений автономии университета».
В последующие дни APPO убрала последние баррикады из города и передала контроль над университетской радиостанцией ректору, сославшись на отсутствие безопасности. Лидеры APPO скрылись, заявив о репрессивных мерах со стороны государственных властей против участников движения. Полицию обвиняли в арестах учителей вне аудиторий, избиении задержанных и беспочвенных задержаниях.

### Декабрь 2006. Конец противостояния
В понедельник, 4 декабря, через несколько часов после того, как на пресс-конференции в Мехико он заявил о своей поездке в столицу для переговоров о мирном решении, Флавио Соса был арестован полицией — ему вменяли ответственность за баррикады, вандализм и незаконные задержания, совершённые некоторыми протестующими. Брат Сосы, Орасио, и двое других мужчин также были арестованы по неуказанным обвинениям. После его ареста ПРД через своего спикера Херардо Фернандеса Норонью сообщила, что Соса является членом Национального совета партии, и заявила, что это обязывает их взять на себя его юридическую защиту.
Также были выданы ордера на арест правозащитницы Йесика Санчес Майя, занимавшейся юридической защитой активистов профсоюза и других протестующих, а также высказывавшейся против государственного насилия и нарушений прав человека, её коллеги Алин Кастельянос и генерального секретаря XXII секции профсоюза учителей SNTE Энрике Руэды Пачеко. Руководительницы общественной организации Centro de Apoyo Comunitario Trabajando Unidos (CACTUS), базирующейся в Оахаке и занимающейся организацией женщин-работниц, были вынуждены покинуть из-за правительственных репрессий; некоторые из них, включая Альберту Кариньо, впоследствии были убиты.
На следующей неделе федеральная полиция конфисковала оружие у полиции штата Оахака и заявила, что местные силы находятся под следствием по обвинению в убийстве, выдвинутому APPO. APPO сообщила, что федеральное правительство предложило больше не задерживать участников движения.

## Улисес Руис

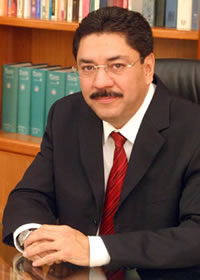
Губернатор Улисес Руис Ортис

В основе продолжающегося конфликта лежала одиозная фигура губернатора штата Улисесу Руису, члену Институционно-революционной партии, которая правила Мексикой большую часть XX века, но в следующем веке ставшей меньшинством по мере перехода к де-факто трёхпартийной системе. Основная борьба за власть на момент событий в Оахаке разворачивалась уже между правой Партией национального действия и левой Демократической революционной партией, что позволяло ИРП формировать коалиции с победителями. Руис — неоднозначная фигура, которого оппоненты обвиняют в краже результатов выборов 2004 года, подавлении свободы прессы при помощи банд головорезов, репрессиях против политических оппонентов, разрушении общественных пространств и исторических памятников в городе. Протестующие ссылались на предоставленное конституцией центральному правительству право при определённых обстоятельствах отстранять от должности действующего губернатора; впрочем, голосование Сената Республики постановило, что такие «особые обстоятельства» недопустимы в Оахаке.
По мере того, как конфликт в Оахаке становился всё более неразрешимым, внешнее давление на Руиса с требованием уйти в отставку усилилось, но он не подавал признаков слабины. Сенат обвинил в насилии, возникшем в штате как губернатора, так и APPO, в то время как бизнес-группа Coparmex в штате Пуэбла и тогдашний министр внутренних дел Карлос Абаскаль потребовали его отставки или обвинили его в конфликте. APPO выдвинула его отставку или отстранение от должности своим единственным не подлежащим обсуждению требованием, прежде чем согласиться на прекращение конфликта. В итоге Улисес Руис беспрепятственно отбыл свой срок, передав пост губернатора Оахаки Габино Куэ Монтеагудо из оппозиционной левоцентристской партии «Конвергенция» только после выборов 1 декабря 2010 года. В 2014 году Руис был арестован в Канкуне по подозрению в хищении, а в 2021 году он был исключён из ИРП.